# Юрга (Хорватія)
45°18′ пн. ш. 15°43′ сх. д. / 45.30° пн. ш. 15.71° сх. д.
Юрга (хорв. Jurga) — населений пункт у Хорватії, в Карловацькій жупанії у складі громади Войнич.

## Населення
Населення за даними перепису 2011 року становило 89 осіб.
Динаміка чисельності населення поселення: